# Rue de l'Armée rouge (Tomsk)
La rue de l'Armée rouge (Красноарме́йская у́лица, Krasnoarmeïskaïa oulitsa) est une des rues principales de la ville de Tomsk en Russie.

## Géographie
La rue commence rue Iakovlev près du n° 65, se dirige vers le sud-ouest traversant la Ouchaïka, puis presque vers le sud. Elle croise la rue de Sibérie (Sibirskaïa) la rue de l'Altaï (Altaïskaïa), la perspective Frounzé et la perspective Kirov. Après le croisement avec la rue Oussov elle tourne à 30° vers le sud-ouest, coupant la rue Outchebnaïa (de l'Enseignement) et se termine place du Sud (Ioujnaïa). Plus loin la route Bogachiovo conduit à l'aéroport du même nom. La rue de l'Armée rouge s'étire sur 4,53 km. C'est une grande artère de circulation vers l'aéroport et les faubourgs du sud traversant le raïon (district urbain) Kirov et le raïon Sovietski et se terminant dans le raïon Lénine, déchargeant ainsi partiellement la perspective Lénine.

## Histoire

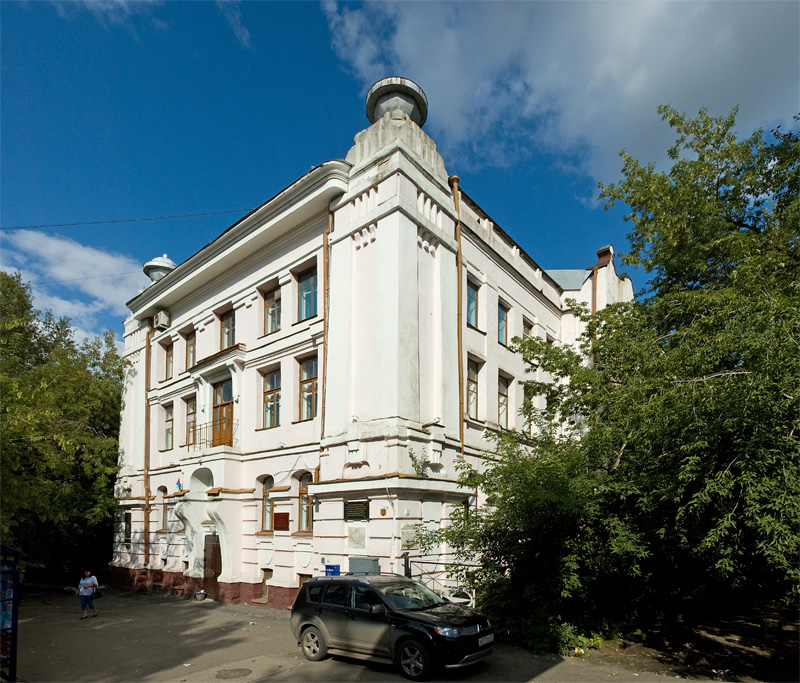
Manège et école d'équitation de la Société de développement physique, devenu hôpital municipal n° 1.

La rue se nomme à l'origine la rue Soldatskaïa et change de nom pour son appellation actuelle le 14 mai 1920. Elle se trouve alors dans la sloboda Soldatskaïa, faubourg formé d'une garnison (d'où son nom militaire). Lorsque la garnison se retire, les soldats à la retraite obtiennent des terrains pour y construire leur maison et apparaissent ainsi la rue Soldatskaïa (rue des Soldats), la rue Ofitserskaïa (rue des Officiers) et la rue Jandarmskaïa (rue des Gendarmes).
La rue se termine alors au cimetière de la Transfiguration (disparu, aujourd'hui s'y trouvent des bâtiments de l'institut de recherche sur les dispositifs semi-conducteurs et l'association Contour). Ce cimetière abritait notamment les restes du botaniste Porphyre Krylov, de Dmitri Belikov, de l'académicien Mikhaïl Oussov et de Grigori Potanine. Après la démolition du cimetière en 1958, les tombes de ces personnalités sont placées ailleurs.

## Édifices notables

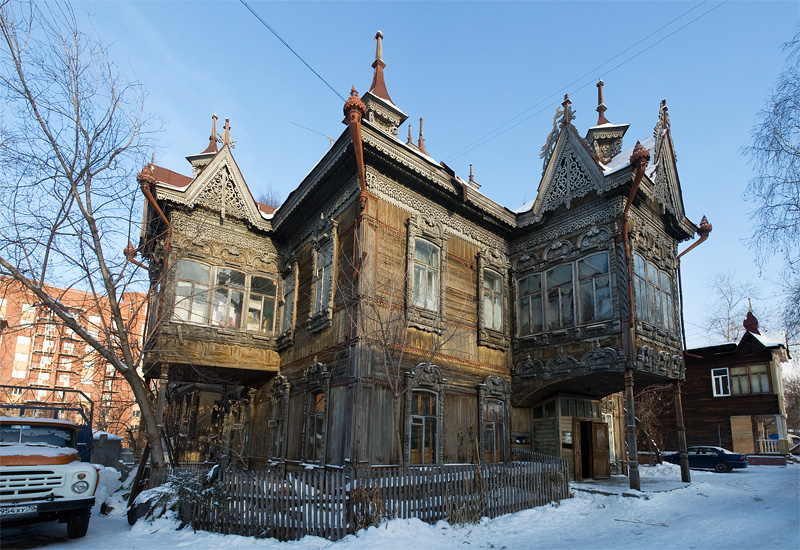
La maison du marchand Leonti Jelabo au n° 67а

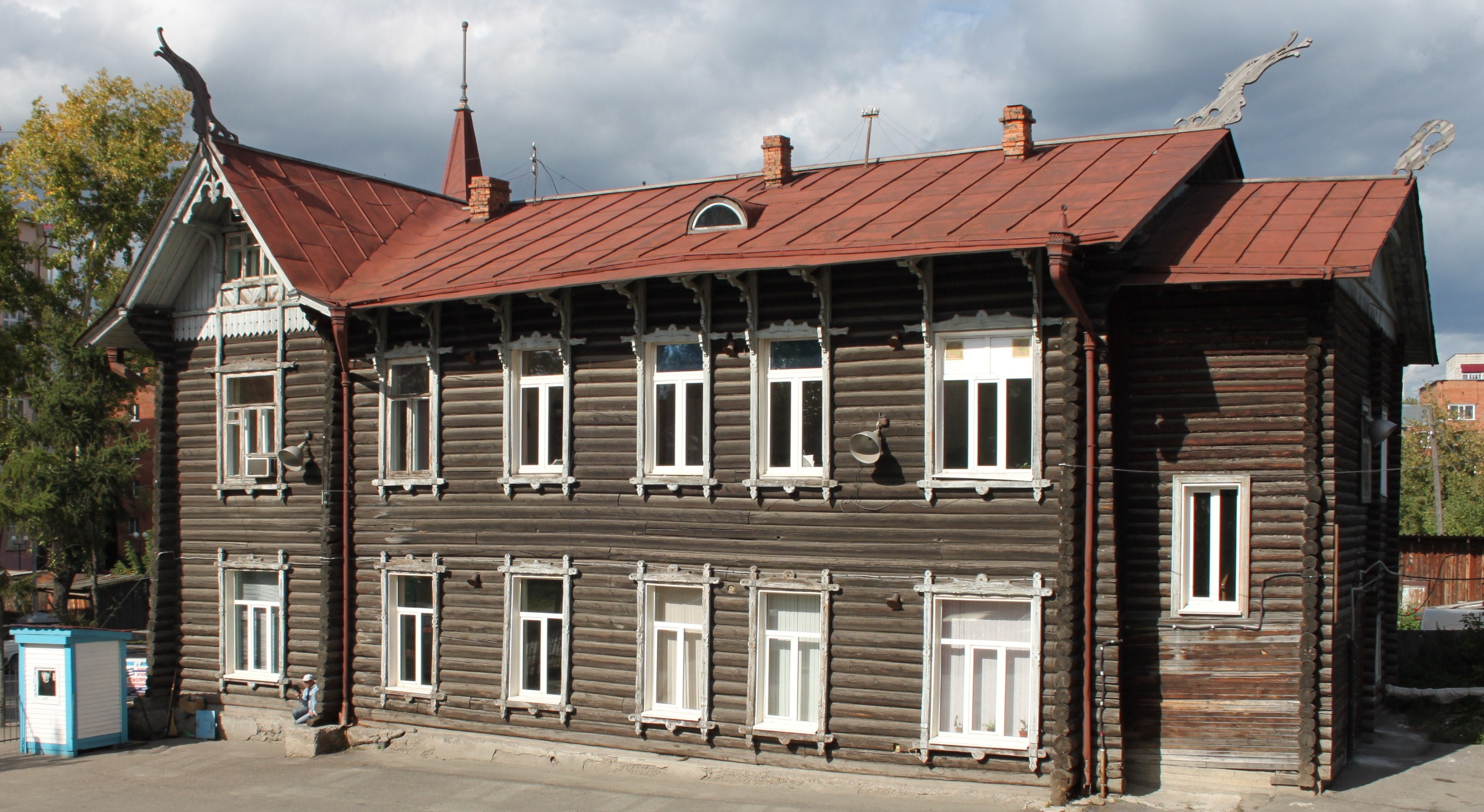
N° 68: la maison aux Dragons.

Certaines demeures témoignent encore de l'architecture de bois remarquable de la fin du XIXe siècle et du début du XXe siècle.
- N° 14: ancienne école d'équitation de la Société du développement physique (1902-1913, architecte: Boleslav Tatartchouk, aujourd'hui hôpital municipal n° 1;
- N° 15: asile de charité Kalinine-Chouchliaïev (1912), architecte Vikenti Orjechko;
- N° 17 et 19: maison de charité (asile de vieillards) Korolev ouverte en 1892.
- N° 67 et 67а: maison du marchand Leonti Jelabo;
- N° 68: Maison aux Dragons d'I.A. Bystrjitski, architecte Vikenti Orjechko;
- N° 71: Maison du marchand Golovanov, architecte Stanislav Khomitch;
- N° 83: Maison de Gavrila Constantinovitch Tioumentsev, directeur de l'école secondaire moderne Alexis;
- N° 89: maison de bois;
- N° 92: Immeuble, la famille de Nikolaï Kartachov y a loué un appartement

## Nouvelle histoire
Sous l'époque soviétique l'on construit au n° 126 le palais du Spectacle et du Sport et au n° 120 le complexe sportif Tom (détruit au début du XXIe siècle), remplacé par le complexe de loisir Fakel (Flambeau).
Les lignes de trolleybus n° 3 et 8 parcourent la rue de la place du Sud à la perspective Kirov; il y a aussi une ligne de tramway sur une partie de la rue.
La maison du n° 71 est inscrite au patrimoine architectural.